# Левалд-Великий
Левалд-Великий (пол. Lewałd Wielki, нім. Groß Lehwalde) — село в Польщі, у гміні Домбрувно Острудського повіту Вармінсько-Мазурського воєводства.
Населення — 205 осіб (2011).

## Демографія
Демографічна структура станом на 31 березня 2011 року:
|          | Загалом | Допрацездатний вік | Працездатний вік | Постпрацездатний вік |
| -------- | ------- | ------------------ | ---------------- | -------------------- |
| Чоловіки | 108     | 27                 | 72               | 9                    |
| Жінки    | 97      | 23                 | 57               | 17                   |
| Разом    | 205     | 50                 | 129              | 26                   |